# Innocence (Band)
Innocence war eine britische R&B-Band, die zwischen 1990 und 1992 einige Hits hatte.

## Werdegang
Gee Morris, Brian Harris, Anna Jolley und Mark Jolley gründeten zu Beginn der 1990er Jahre in London die Band Innocence. Die erste Single Natural Thing erreichte 1990 in Großbritannien und Deutschland die Top 20. Im gleichen Jahr kam auch das Debütalbum, das in den UK-Charts auf Position 24 stieg, in die Läden. Die ausgekoppelten Singles Silent Voice, Let’s Push It, A Matter of Fact und Remember the Day erklommen mittlere Hitparadenplatze.
Mit dem zweiten Longplayer Build versuchte die Gruppe 1992 an die alten Erfolge anzuknüpfen, blieb jedoch mit dem Album (UK Platz 66) sowie den Singles I’ll be There (UK Platz 26), One Love in My Lifetime (UK Platz 40) und Build (UK Platz 72) hinter den Erwartungen zurück. Im Anschluss löste sich die Band auf.

## Diskografie

### Alben
- 1990: Belief (Cooltempo)
- 1992: Build (Cooltempo)

### Singles
- 1990: Natural Thing
- 1990: Silent Voice
- 1990: Let’s Push It
- 1990: A Matter of Fact
- 1990: Remember the Day
- 1992: I’ll be There
- 1992: One Love in My Lifetime
- 1992: Build
- 1995: Play Another Slow Jam